# Pteruthius xanthochlorus
El timalí-alcaudón verde (Pteruthius xanthochlorus) es una especie de ave paseriforme perteneciente al género Pteruthius de la familia Vireonidae. Es nativo del centro sureste de Asia.

## Distribución y hábitat
Se distribuye por el Himalaya, desde el noreste de Pakistán, por Cachemira, norte de India, Nepal, noreste de India, Bután, Myanmar y China.
Su hábitat preferencial son los bosques templados.

## Sistemática

### Descripción original
La especie P. xanthochlorus fue descrita por primera vez por los naturalistas británicos John Edward Gray y George Robert Gray en 1847 bajo el mismo nombre científico; localidad tipo «Nepal».

### Taxonomía
El género Pteruthius estuvo tradicionalmente colocado en la familia Timaliidae hasta que un estudio de análisis moleculares de ADN en 2007 encontró que no tenía ninguna afinidad con esa familia y que estarían mejor colocadas en la familia Vireonidae, que hasta entonces se pensó estaba restringida al Nuevo Mundo, y donde lo sitúan ahora las principales clasificaciones.

### Subespecies
Según la clasificación del Congreso Ornitológico Internacional (IOC) (Versión 6.2, 2016) y Clements Checklist v.2015,  se reconocen 4 subespecies, con su correspondiente distribución geográfica:
- Pteruthius xanthochlorus occidentalis Harington, 1913 - oeste del Himalaya desde el noreste de Pakistán al este hasta el oeste de Nepal.
- Pteruthius xanthochlorus xanthochlorus J. E. Gray & G. R. Gray, 1847 - centro de Nepal al este hasta Bután, noreste de India (centro de Arunachal Pradesh) y adyacente sur de China (sureste de Xizang).
- Pteruthius xanthochlorus hybrida Harington, 1913 - noreste de India (Nagaland al sur hasta Mizoram) y oeste de Myanmar.
- Pteruthius xanthochlorus pallidus (David, 1871) - norte de Myanmar, y centro sur y sureste de China desde el sureste de Gansu y sur de Shaanxi al sur hasta el oeste y norte de Sichuan, Yunnan (excepto el sur) y sur de Guizhou, y sur de Zhejiang y  norte de Fujian.